# ガルフ石油
ガルフ石油（ガルフせきゆ、英語: Gulf Oil Corporation）は、1907年から1987年まで存在したアメリカ合衆国の石油会社である。ペンシルベニア州ピッツバーグに本社を置き、国際石油資本である「セブン・シスターズ」のひとつであった。

## 歴史

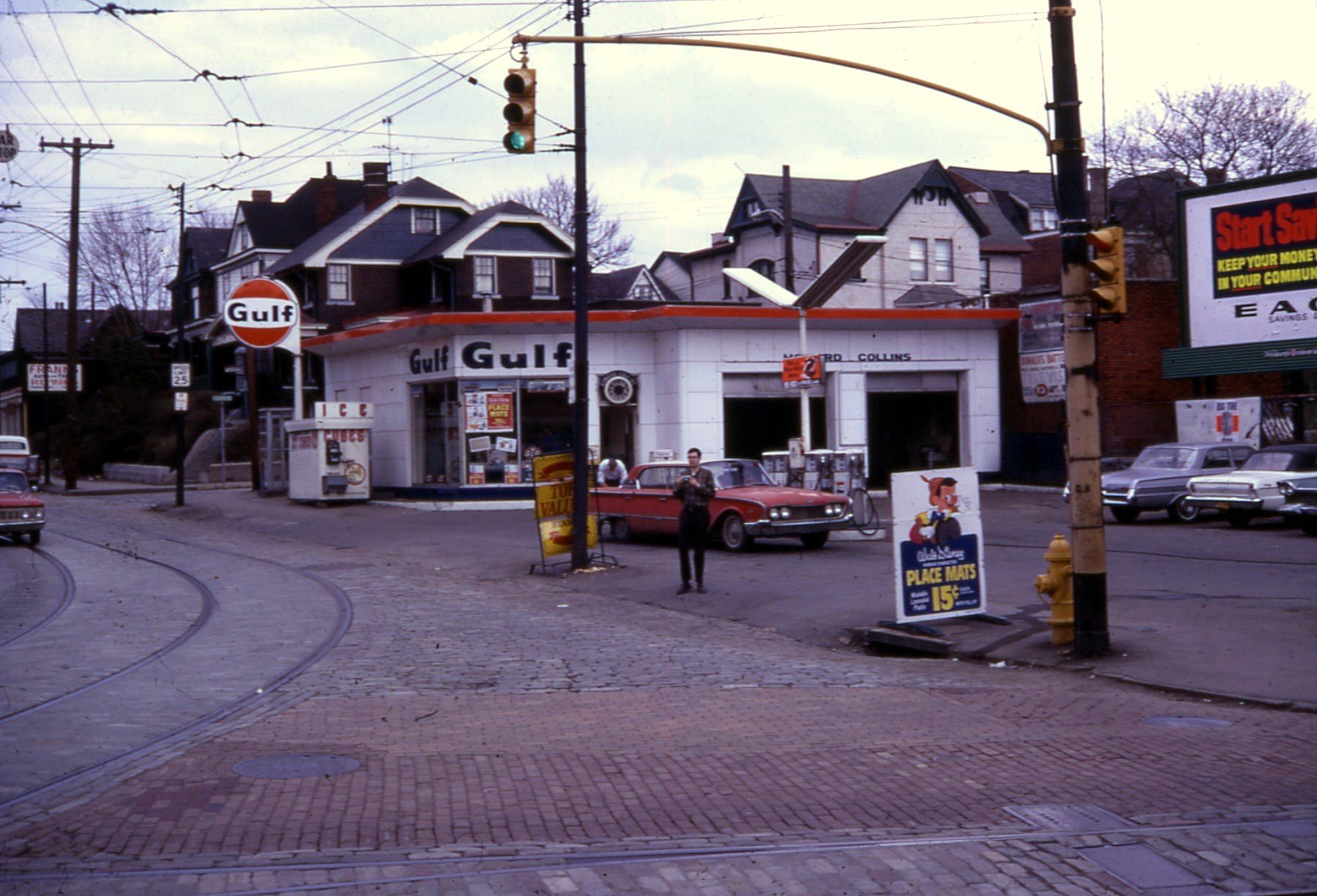
ガルフ石油のガソリンスタンド（1968年、ピッツバーグ）

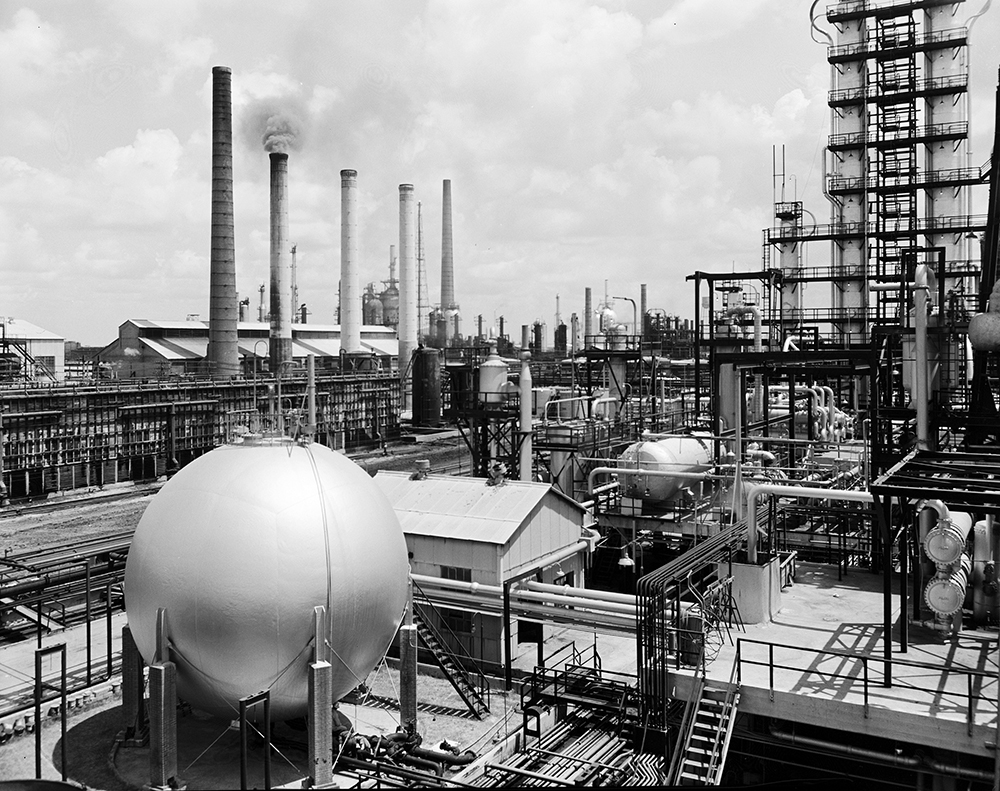
ポートアーサー製油所のアルキル化施設（1956年）

1901年、テキサス州ボーモントのスピンドルトップで当時最大規模とされる油田が発見され、近くのポートアーサーに製油所が建設されることになった。そこでメロン財閥のウィリアム・ラリモア・メロン（William Larimer Mellon Sr.）が名乗りを上げ、1907年にガルフ石油（Gulf Oil Corporation）として設立された。この名称はボーモントがメキシコ湾に面している事から名付けられた。
1903年、現在まで受け継がれているロゴの「オレンジ・ディスク」を初めて採用した。1913年には世界初となるドライブイン形式のサービスステーションを開設した。その後もベネズエラ、サウジアラビア、クウェートなどの石油においてビジネスを伸ばし、1950年には巨大な国際石油資本である「セブン・シスターズ」の一つに数えられるようになった。1953年には石油化学分野にも参入している。
日本国内では1970年、沖縄県（当時は沖縄返還前）に原油ターミナルを建設した。翌1971年（昭和46年）には同地に製油所も建設した。
第2次オイルショックを経た1984年、シェブロンに吸収合併され、一企業としての「ガルフ」は消滅した。同時に旧ガルフの商事部門（トレーディング・潤滑油）であったGOTCO（Gulf Oil Trading Company）がシェブロンから分離・独立し、潤滑油についてのみ「ガルフ」商標の使用権を取得した。1987年には全ての商標権を取得している。

## 現在

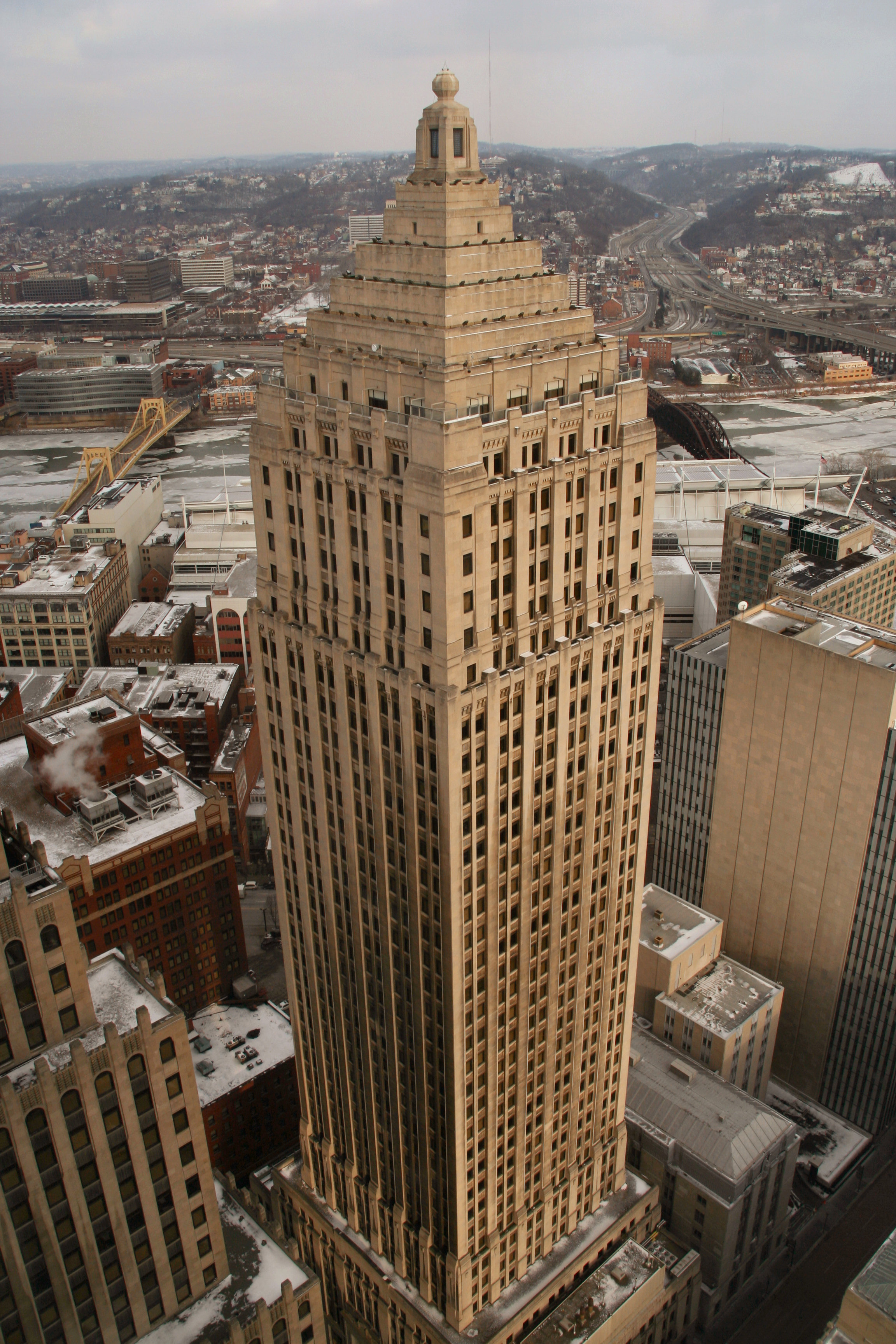
本社ビル（ガルフ・タワー）

「ガルフ」のブランドが全て無くなった訳ではなく、マサチューセッツ州ウェルズレイ（Wellesley）に本部を置くGulf Oil Limited Partnershipが米国に約2,100か所のガソリンスタンドを運営しているほか、 Hinduja Groupが所有するガソリンスタンドがスペインやポルトガルにも残っている。
旧本社ビル（44階建て）は、1970年にU.S.スチール・タワー（U.S. Steel Tower）が完成するまではピッツバーグで最も高い建造物であった。現在はガルフ・タワー（Gulf Tower）と呼ばれるオフィス・コンドミニウムのビルになっている。

### モータースポーツ
1960年代から70年代にかけてフォード・モーターやポルシェのレースチームをスポンサードし、水色とオレンジ色の「ガルフ・カラー」と呼ばれるカラーリングはマルティーニ・レーシングのストライプと並んで有名である。
タグ・ホイヤーとはパートナーシップ契約を締結しており、ガルフのマークとカラーストライプを配したモデルのクロノグラフ『モナコ』が2018年に発売されている。これは、『モナコ』が登場する映画『栄光のル・マン』においてガルフがスポンサーを務めたという縁によるものである。ガルフは1960年代から70年代にかけてJWオートモーティヴ・エンジニアリングを後援したことから、自動車レースで最もしられており、フォードGT40とポルシェ917に関連付けられた色のライトブルーとオレンジのカラースキームは、最も有名な企業レーシングカラーの一つであり、ガルフがスポンサーとなっている他のレーシングチームによって複製されていった。その人気の大部分は1971年の映画でスティーブ・マックイーンのキャラクター、「マイケル・デラニー」が映画『ル・マン』でガルフ・チームをドライブしたことに起因しているため、マックイーンの死後の人気の高まりと、映画で着用したホイヤーモナコ、タグ・ホイヤーは、ガルフのロゴとトレードマークのカラースキームを備えた限定版の時計をリリースしたのである。同じ時代に、ガルフオイルはブルース・マクラーレン時代のチーム・マクラーレンを後援し、レタリングにガルフブルーのパパイヤオレンジ色スキームを使用していた。2021年からはマクラーレン・オートモーティブと潤滑油および燃料の公式パートナーを締結している。
ガルフのロゴは今でも世界中でさまざまな企業によって使用されている。GOIはマーケティングアクティビティとして、2019シーズンのMotoGPチームであるアプリリアレーシング・チーム・グレシーニを含むモータースポーツチームのスポンサーに焦点を当てている。

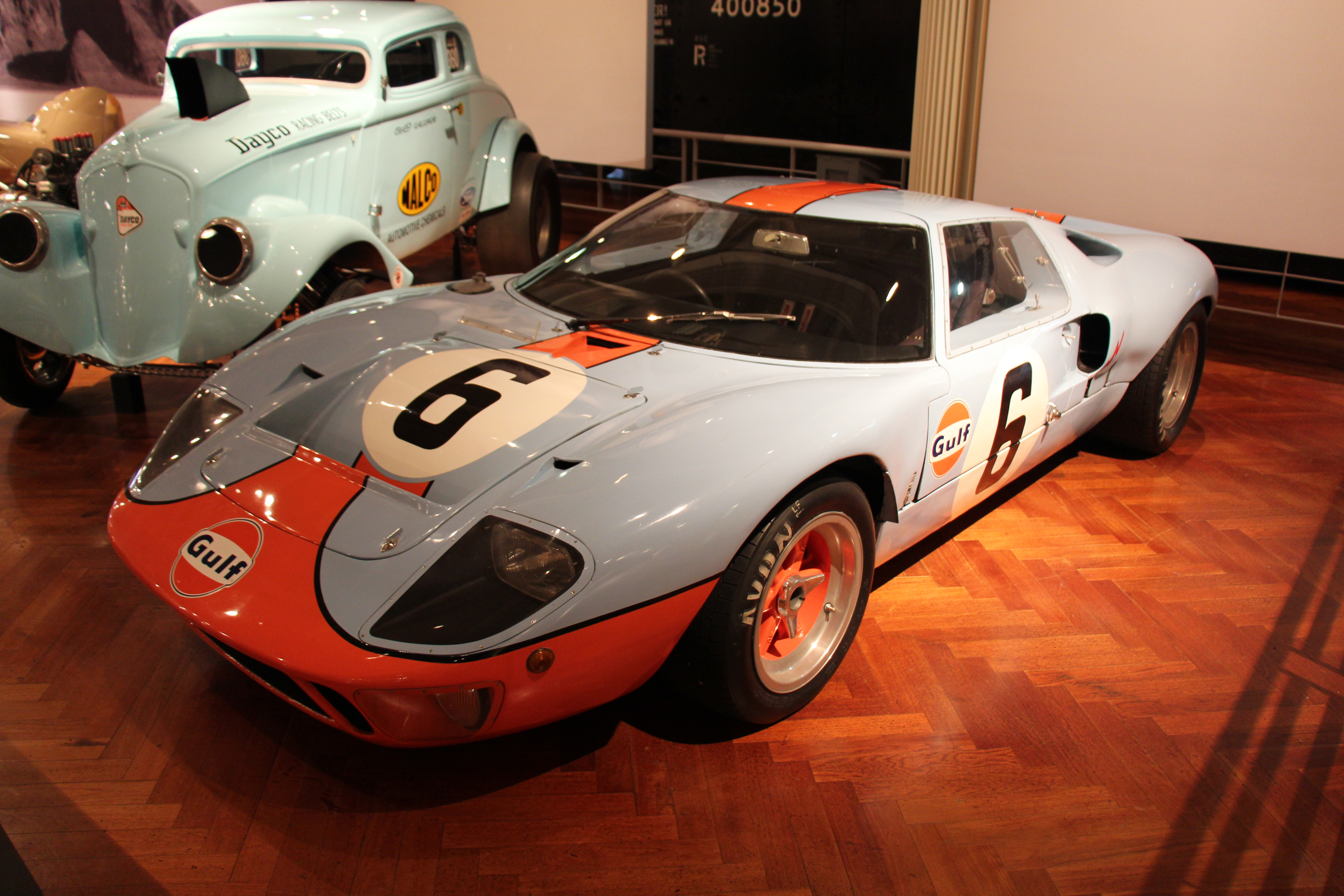
フォード・GT40
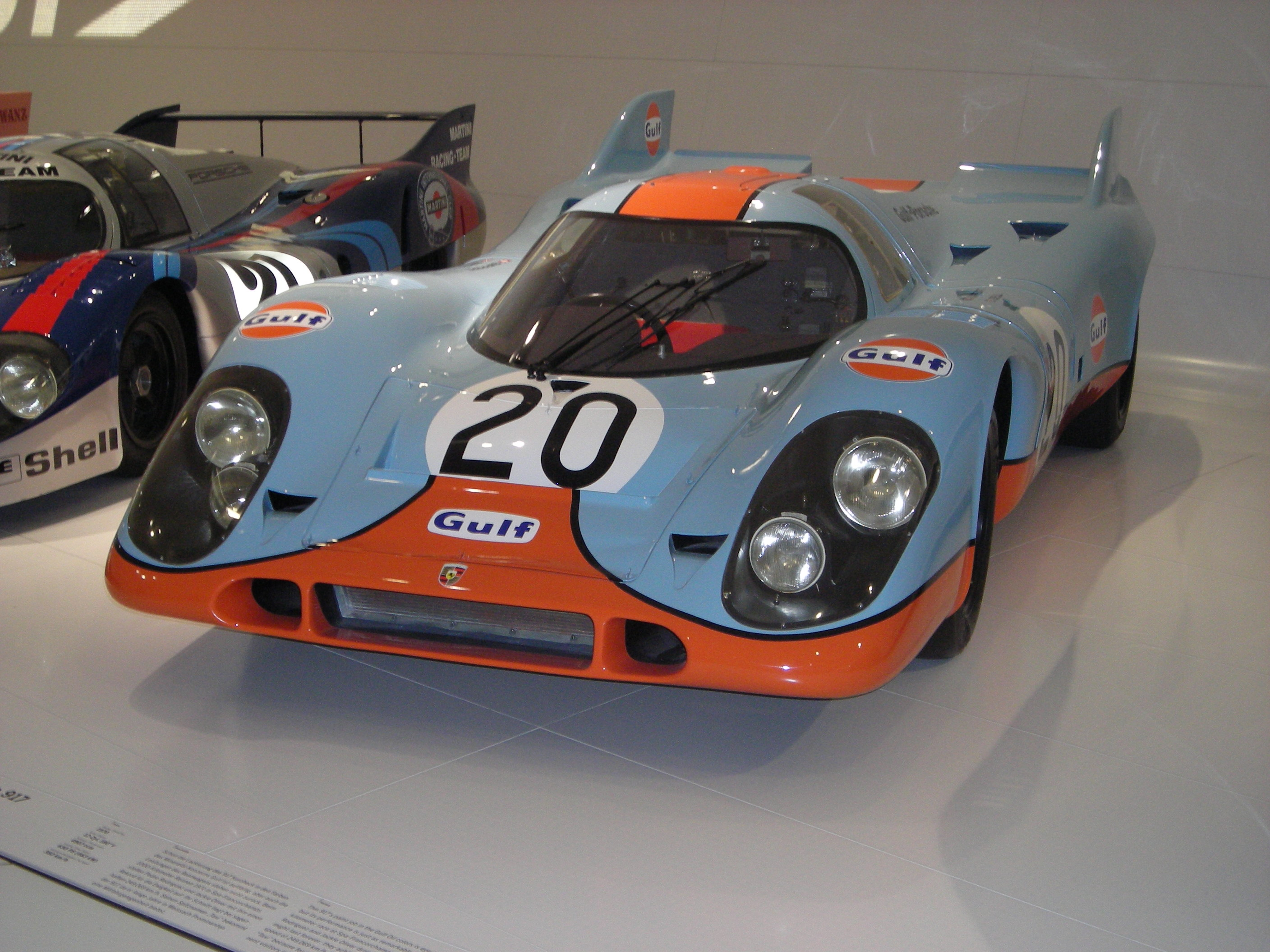
ポルシェ・917 K
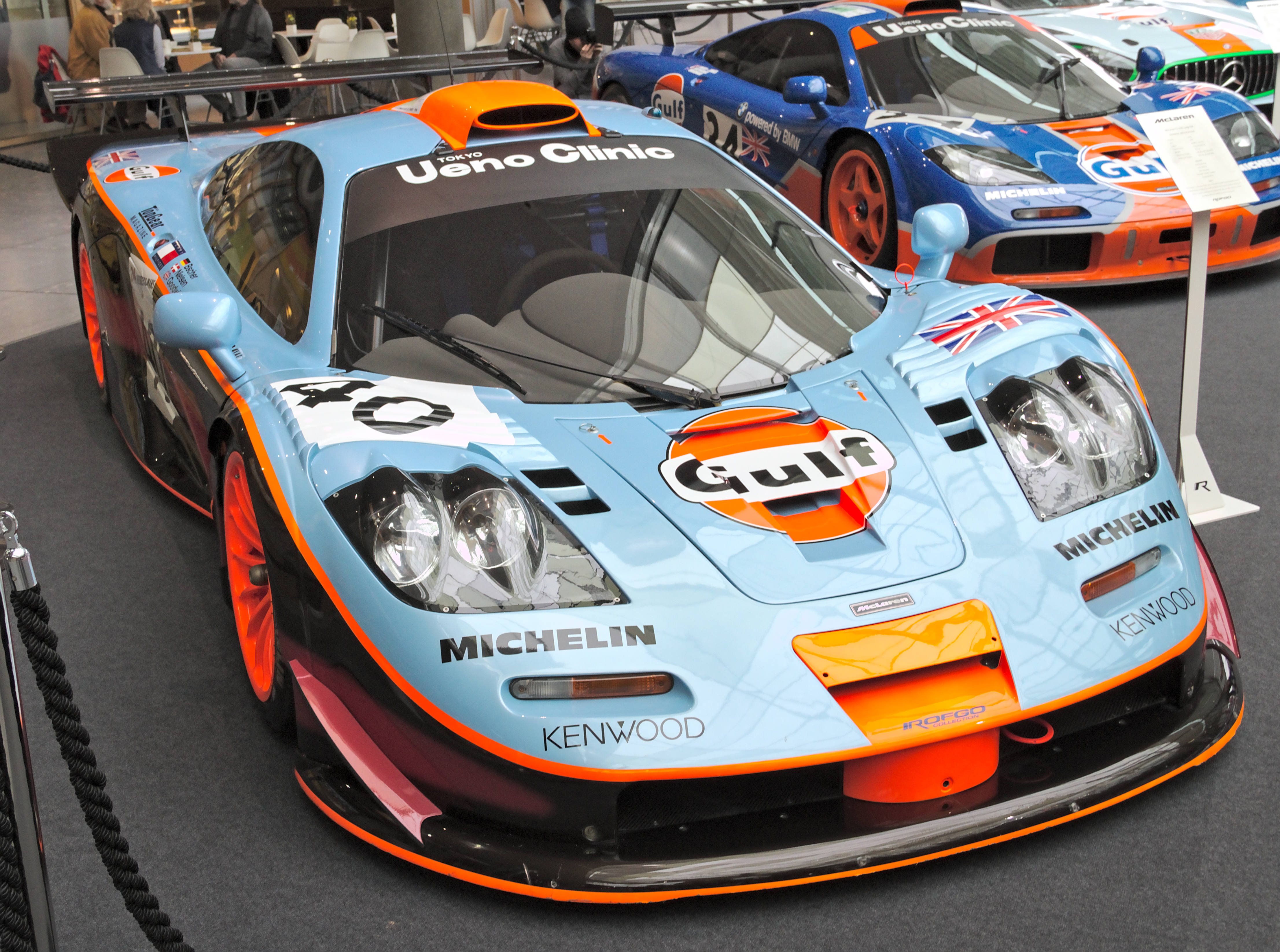
マクラーレン・F1 GTR
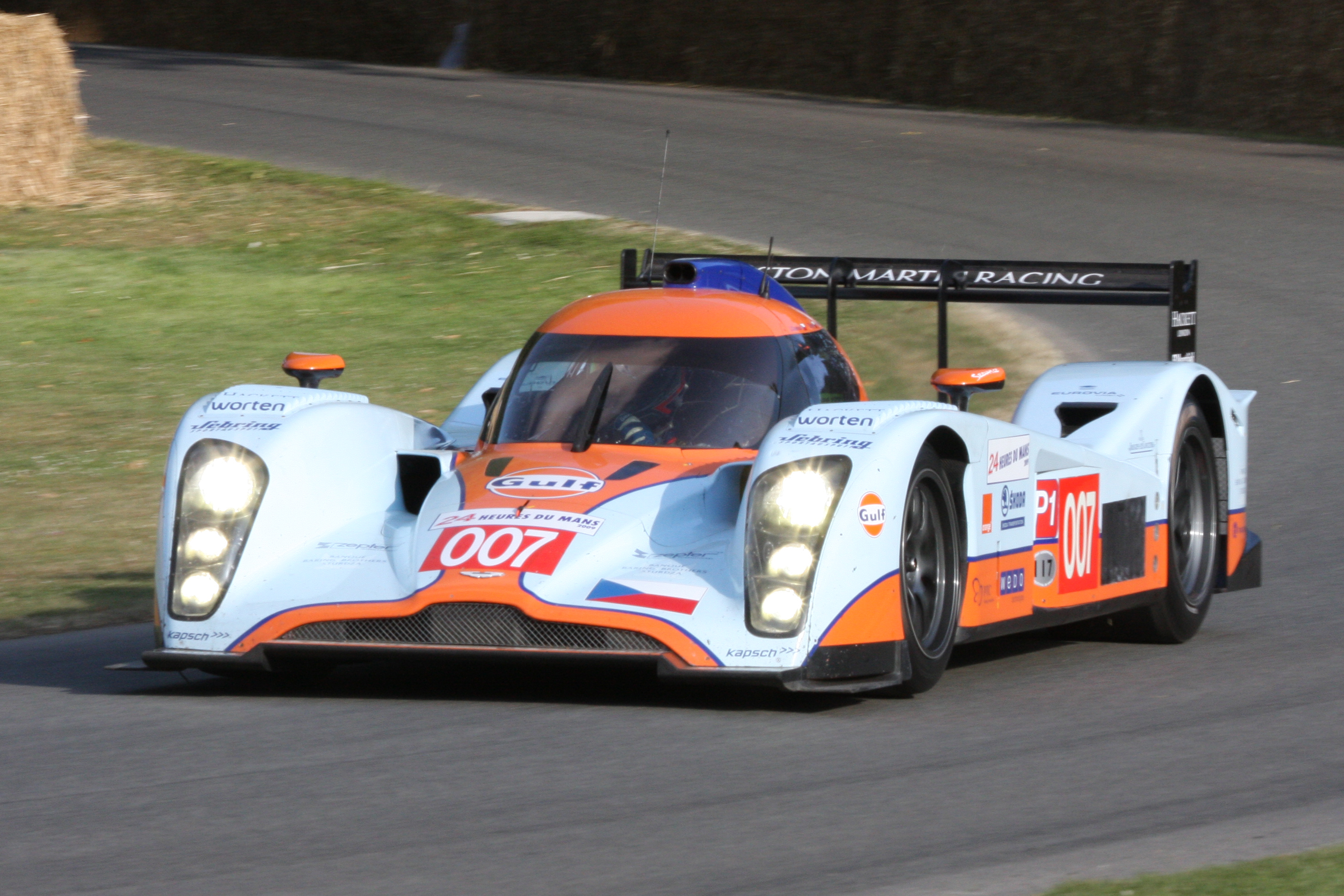
ローラ－アストンマーティン・B09/60
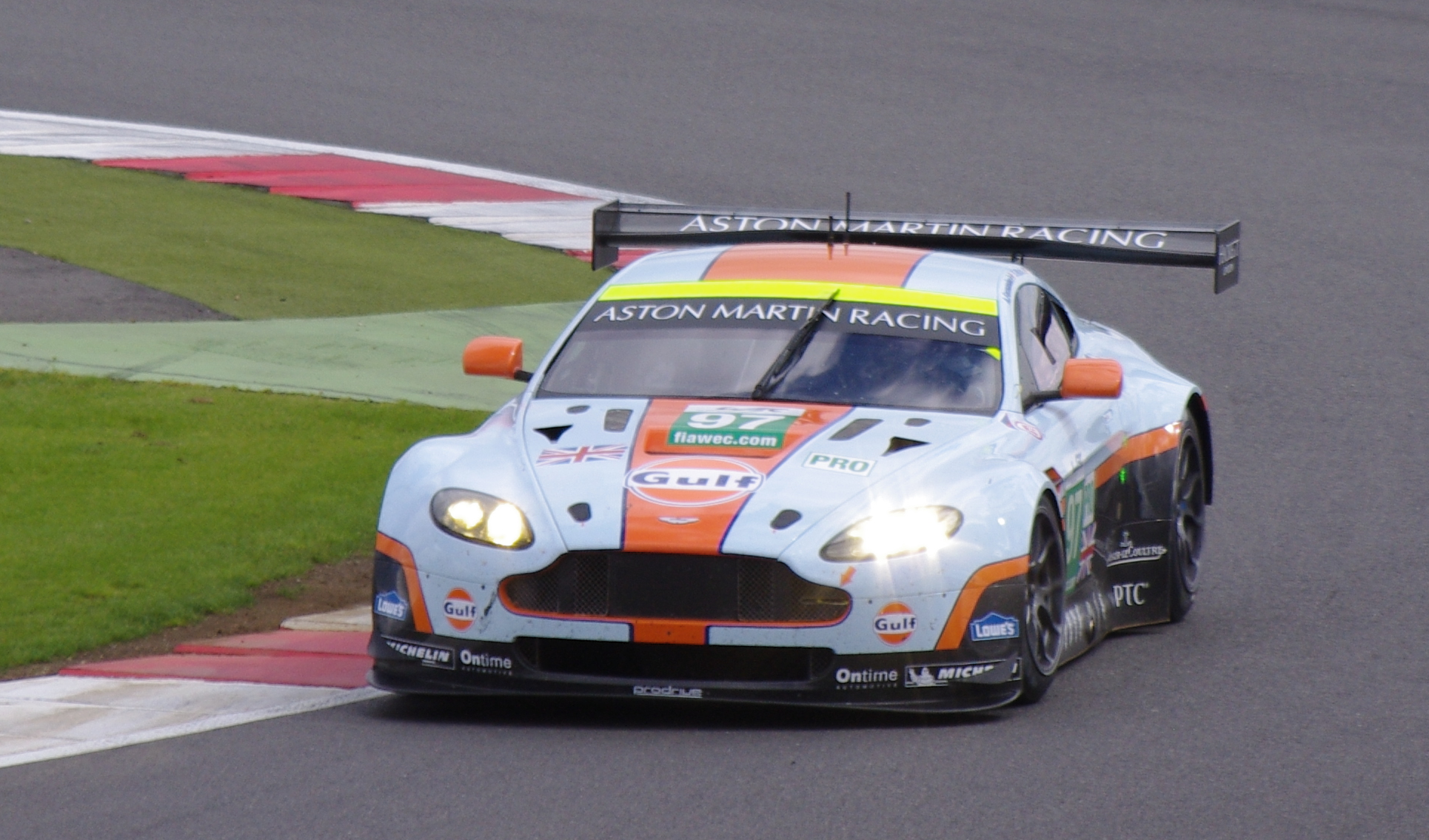
アストンマーティン・ヴァンテージ GTE